# Swan (manga)
Swan (スワン?) è un manga scritto e illustrato dalla mangaka Kyoko Ariyoshi e ambientato nel mondo del balletto. I capitoli sono stati serializzati sulla rivista Margaret di Shūeisha e poi raccolti in una serie di 21 volumetti tankōbon. Ne sono state prodotte anche delle edizioni di lusso di cui una di 14 bunkoban e un'altra di 12 aizōban. In Italia la serie è stata annunciata da RW Edizioni che la pubblicherà sotto l'etichetta Goen.

## Trama
La sedicenne Masumi Hijiri è una grandissima appassionata di danza classica che pratica fin da quando era molto piccola. Durante una rappresentazione al Tokyo Ballet de Il lago dei cigni, sgattaiola dietro le quinte per cercare di incontrare i due ballerini principali dell'esibizione: Alexei Sergeiev e Maria Prisetskaya. Per attirare la loro attenzione, in particolare quella del primo ballerino Alexei, idolo della ragazza, Masumi si esibisce in una replica delle movenze del cigno nero del balletto.
Inaspettatamente Masumi viene selezionata per partecipare alle selezioni del nuovo corpo di ballo che dovrà diventare il fiore all'occhiello della danza classica giapponese nel mondo, il vincitore del difficile concorso verrà preparato proprio dal talentuoso Sergeiev.
La gara è difficile e sfiancante per la protagonista, che si dovrà confrontare con delle avversare tecnicamente bravissime e molto preparate, in particolare Sayoko, Hisho e Aoi: tra queste tre, nonostante la gara le veda contrapposte come rivali, si formerà una stretta e solida amicizia.
Al termine dell'esibizione della Cenerentola Masumi viene eliminata dalle finali e ritorna a casa sua in Hokkaidō, qui però apprende dal notiziario di essere stata inaspettatamente selezionata tra i finalisti della competizione per volontà dello stesso Alexei, il quale ha intravisto nella ragazza potenzialità ancora sopite e da far sbocciare per trasformarla in una promettente étoile.
L'obiettivo dei finalisti si trasforma quindi in una gara senza riserve; per il finalista è in palio, oltre alle lezioni, anche un viaggio alla Scuola di Balletto di Mosca. Nonostante la difficoltà e la bravura delle avversarie, Masumi si impegnerà con costanza e determinazione per poter vincere la gara, affrontando di petto le difficoltà senza lasciarsi trascinare nello sconforto di un fallimento, arrivando quasi al collasso fisico a seguito dei durissimi allenamenti e prove con Alexei Sergeiev il quale, dopo essersi esposto per ripescarla dall'eliminazione, la prende come propria allieva, ma si dimostra anche un maestro severo e rigido ed estremamente esigente.
A complicare ulteriormente le difficoltà della protagonista interverranno il difficile e contrastato amore con Leon, osteggiato dagli spasimanti di entrambi, le gelosie delle ballerine, le difficoltà dovute al miglioramento tecnico e a sfortunati incidenti.

## Sequel
L'autrice ha realizzato diversi sequel che vanno ad aggiungersi a quanto già raccontato nella vicenda principale, creando una vera e propria serie ispirata a Swan e così composta:
- Swan - Hankuchō no inori (SWAN - 白鳥の祈り?): primo sequel ispirato al manga. Prende il via nel 1982, subito dopo la conclusione dell'opera principale. È composto da tre volumetti tankōbon, poi raggruppati in due wideban. Takumi è un ballerino classico, giovane promessa della danza sulle punte, alla ricerca di una degna partner che possa esibirsi con lui. Mentre si trova nei pressi di una pista di pattinaggio, Takumi incontra una ragazza che potrebbe essere la sua degna compagna di danza, ma la ragazza proviene e si esibisce in un mondo completamente diverso dal suo, quello dello skate.

- Swan - Selection (SWAN - セレクション?): sequel di Swan iniziato nel 1996 e raccolto in volume unico.

- Swan - Hankuchō Moscow hen (SWAN - 白鳥-モスクワ編?): sequel iniziato nel 2011 e raccolto in quattro volumetti tankōbon. Masumi e il compagno Leon vengono invitati a Mosca per la prima del nuovo balletto di Alexei Sergeiev, Il brutto anatroccolo che vedrà la partecipazione anche della ballerina Liliana Maximova.

- Swan - Hakuchō Germany hen (SWAN - 白鳥-ドイツ編?): sequel iniziato nel 2014. La Ariyoshi riprende ancora una volta le vicende dei protagonisti di Swan: Masumi e Leon entrano a far parte del Balletto di Amburgo. La storia racconta le loro avventure nella città tedesca, le nuove amicizie e rivalità e l'integrazione con la diversa cultura del balletto classico europeo.